# Квин Сити (Мисури)
Квин Сити (енгл. Queen City) град је у америчкој савезној држави Мисури.

## Демографија
По попису из 2010. године број становника је 598, што је 40 (-6,3%) становника мање него 2000. године.
| Група             | 2000.       | 2010.       |
| Белци             | 618 (96,9%) | 584 (97,7%) |
| Афроамериканци    | 0 (0,0%)    | 0 (0,0%)    |
| Азијати           | 0 (0,0%)    | 0 (0,0%)    |
| Хиспаноамериканци | 9 (1,4%)    | 8 (1,3%)    |
| Укупно            | 638         | 598         |